# Florentino Mendes Pereira
Florentino Mendes Pereira   (Canchungo, 4 de febrer de 1969) és un polític de Guinea Bissau.
Nascut a Canchugo, al nord del país, va estudiar comptabilitat. És el secretari general del Partit de Renovació Social des del 2012. Va ser Ministre d'Energia i Indústria entre el juliol del 2014 i l'abril del 2018. També va dirigir l'Empresa Pública d'Electricitat i de les Aigües.
Va ser secretari d'Estat en el primer govern del Partit de Renovació Social amb el partit Resistència de Guinea Bissau-Moviment Bafatá. A més, va fer de diputat de la novena legislatura a la circumscripció electoral 20.
El 2022, va ser elegit pel PRS com a primer de la llista electoral després d'haver-hi renunciat Alberto Nambeia. Va rebre 191 vots i va superar amb força avantatge Dionísio Cabi i Faustino Imbali, els dos contrincants que tenia. Per això, encapçala la llista del partit per a les eleccions legislatives de 2023 i, si el partit guanyés, es convertiria en el primer ministre de Guinea Bissau.